# Sigma Herculis
Sigma Herculis (σ Herculis, förkortat Sigma Her, σ Her) som är stjärnans Bayerbeteckning, är en dubbelstjärna belägen i nordvästra delen av stjärnbilden Herkules. Den har en skenbar magnitud på 4,2 och är synlig för blotta ögat. Baserat på en årlig parallaxförskjutning på 10,36 mas, sett från jorden, beräknas den befinna sig på ett avstånd av ca 310 ljusår (97 parsek) från solen.

## Egenskaper
Primärstjärnan Sigma Herculis A är en huvudseriestjärna av typ B av spektralklass B9 V. Vid en ålder av omkring 404 miljoner år snurrar den snabbt med en projicerad rotationshastighet på 280 km/s. Detta ger stjärnan en något tillplattad form med en ekvatorialradie som uppskattas vara 18 procent större än polarradien. Stjärnan har en massa som uppskattas till 2,60 gånger solens massa, en radie som är 4,91 gånger solens radie och utstrålar 230 gånger mera energi än solen från dess fotosfär vid en effektiv temperatur på 9 794 K.
Primärstjärnan sänder ut ett överskott av infraröd strålning, vilket tyder på närvaro av en omkretsande stoftskiva med en temperatur på 80 K som ligger i en radie av 157 AE. Det kan även finnas en andra skiva som kretsar mellan 7 och 30 AE med en temperatur på 300 ± 100 K. Poynting-Robertson-livstiden för stoftkornen i detta inre bälte är omkring 46 000 år - mycket mindre än stjärnans ålder. Därför fylls kornen på, förmodligen genom kollisioner mellan större föremål.  Omkretsande gas, synlig på ultravioletta bilder från FUSE-satelliten, släpps sannolikt ut av omkretsande material och drivs sedan utåt av stjärnans strålning.
Sekundärstjärnan Sigma Herculis B har en skenbar magnitud på 7,70 och är en huvudseriestjärna av typ A.  Den har en massa som är omkring 1,5 gånger solens massa och utstrålning av energi motsvarande 7,4 gånger solens ljusstyrka.
Dubbelstjärnans komponenter har en separation av 7 AE,  och kretsar kring sitt gemensamma barycenter med en period på 7,4 år och en excentricitet på 0,5.